# Trichoniscoides vandeli
Trichoniscoides vandeli là một loài chân đều trong họ Trichoniscidae. Loài này được Dalens miêu tả khoa học năm 1966.